# Seres extravagantes
Seres extravagantes película dirigida por Manuel Zayas y estrenada en 2004. El documental testimonia el proceso de marginación, represión y negación de los homosexuales durante las dos primeras décadas de la revolución cubana a través de la biografía del escritor Reinaldo Arenas.

## Sinopsis
Reinaldo Arenas es el protagonista de una historia contada por aquellos escritores y artistas que compartieron su vida y que también sufrieron de la persecución y el castigo del régimen. La frustración de la libertad esencial revolucionaria, el machismo inherente a una sociedad tradicional, la brutalidad de los mecanismos del poder en Hispanoamérica, la destrucción sistemática de la obra de un autor como técnica de alienación y la perversidad de un régimen demagógico componen las tramas de este relato de un fracaso creativo y vital: la historia de unos individuos sistemáticamente negados hasta el punto de no existir, de convertirse en no-personas.

## Premios
- Premio Ciudad de Madrid, en Documenta Madrid 2005.
- Premio al mejor documental en el Festival de Cine Gay y Lésbico de Turín, Italia.
- Premio al mejor director español y al mejor documemental español, en LesGaiCineMad, Madrid.
- Premio Unión Latina-Festival de Biarritz al mejor documental, en Festival de Biarritz 2006, Francia.
- Premio a la mejor película LGBT en el Festival de Cine Latino San Francisco Bay Area, Estados Unidos.

## Página oficial
- Odd People Out Archivado el 4 de diciembre de 2020 en Wayback Machine.

- Datos: Q6125257